# Ecquedecques
Ecquedecques (Nederlands: Eskeldeke) is een gemeente in het Franse departement Pas-de-Calais (regio Hauts-de-France) en telt 471 inwoners (2005). De plaats maakt deel uit van het arrondissement Béthune.

## Geografie
De oppervlakte van Ecquedecques bedraagt 2,6 km², de bevolkingsdichtheid is 181,2 inwoners per km².
De onderstaande kaart toont de ligging van Ecquedecques met de belangrijkste infrastructuur en aangrenzende gemeenten.

## Demografie
Onderstaande figuur toont het verloop van het inwonertal (bron: INSEE-tellingen).